# Георги Метохит
Георги Метохит  (на гръцки: Γεώργιος Μετοχίτης; ок. 1250 – 1328) е византийски клирик (ахидякон на „Света София“, 1272 – 1282), дипломат (препозит за молбите, 1277 г.) и богослов от 70-те и началото на 80-те години на XIII век – изтъкнат и пламенен апологет на унията между Византийската православна църква и Римо-католическата църква, договорена на Втория лионски събор (1274 г.).

## Живот
За ранните години от живота на Георги Метохит не се знае нищо. Споменава се за първи път в Историята на Георги Пахимер през 1273 г. като един от малцината византийски клирици, които подкрепят преговорите на император Михаил VIII Палеолог за сключване на църковна уния с Рим. След Лионския събор Георги Метохит служи за известно време като посланик на Михаил VIII при римските папи Григорий X, Инокентий V, Йоан XXI и Николай III; наред с други неща, Метохит работи активно, но безуспешно, за организирането на съвместен кръстоносен поход срещу турците. След разтрогването на Лионската уния, последвало смъртта на император Михаил VIII Палеолог през декември 1282 г., Георги Метохит, патриарх Йоан XI Век и архидякон Константин Мелитениот изпадат в политическа немилост: на антиуниатските събори в Константинопол през 1283 и 1285 г. Метохит е разпопен и обявен за еретик, след което е заточен в крепостта „Свети Григорий“ във Витиния, на залива Никомидия, но след 1290 г. е върнат в Константинопол, където прекарва около 45 години – по-голямата част от живота си – затворен в Големия дворец, защото остава верен на своите проуниатски убеждения. Неговият син Теодор Метохит, който не споделя възгледите на баща си за унията с Католическата църква, придобива голямо богатство и влияние при управлението на император Андроник II, а освен това се утвърждава и като известен византийски хуманист – сред неговите ученици е Никифор Григора, историк и антипаламитски теолог. Много е вероятно по-младият Метохит да е снабдявал баща си с книги и материали за писане – във всиеки случай през тези 45 години в затвора Георги Метохит написал редица книги, създавайки богословска и историческа апология на унията между църквите. Неговите производения получават слабо научно внимание отчасти поради странния и труден стил на гръцкия език, на който са написани.

## Произведения и издания
Някои от произведенията на Георги Метохит са преведени на латински и са публикувани за първи път в редакция от Лъв Алаций през XVII век; в неговия превод те са препечатани и в Том 141 на Patrologia Graeca от Жак Пол-Мин. Включват произведенията Срещу Максим Плануд и Срещу Мануил Мосхопул, и в двете от които Георги Метохит твърди, че латинското учение за филииквето не противоречи нито на разума, нито на традицията на византийските църковни отци. Друго произведение на същата тема е озаглавено За шествието на Светия Дух – Франсоа Комбефис (1605 – 1679), който превежда кратък пасаж от него, твърди, че това е най-доброто съчинение от този вид, писано някога. От тази петтомна книга само два откъса са били публикувани някога – те са поместени и в Патрологията на Пол-Мин. Георги Метохит е автор и на различни исторически трудове, свързани с разкола на църквите, в които се разглежда произходът на разкола, по-ранните опити за неговото преодоляване, непосредствените предварителни постъпки към сключването на Лионската уния, прилагането на унията във Византия и реакцията срещу нея, която последвала смъртта на Михаил VIII; тези писания са преведени и редактирани от Джузепе Коза-Луци под заглавието Historia dogmatica („Догматична история“) и са публикувани в кн. VIII и X от Nova Patrum Bibliotheca на Анджело Маи (Рим, 1871 и 1905). Коза-Луци представя латински превод на Първа книга от Догматическата история; другите две книги остават непреведени. Основен обект на нападки от страна на Метохит в неговата Догматическа история е Григорий Кипърски, който е избран за патриарх на мястото на патриарх Йоан XI Век и когото Метохит описва като негодник и еретик.
Не съществуват обаче цялостни преводи на произведенията на Георги Метохит на нито един съвременен език, въпреки че той е един от основните източници на историческа информация за периода, в който е живял, тъй като се е познавал лично с повечето от основните действащи лица във Византия в един критичен момент от нейната история.

## Метохитов стил
Лъв Алаций описва стила на писане на Георги Метохит със следните думи:
„... [неговото писане е] като цяло трудно, сурово по композиция, омекотено от никакви фалшиви краски или обикновени украшения, с трезви, мрачни мнения и солидни аргументи за доказване на това, което има предвид, но ужасно и натрапчиво в изказването си и избора на думи."

### Цитирана литература
- Geanakoplos, Deno John (1959). Emperor Michael Palaeologus and the West, 1258–1282: A Study in Byzantine-Latin Relations. Cambridge, Massachusetts: Harvard University Press, pp. 287 – 291, OCLC 1011763434, https://books.google.com/books?id=MPscAAAAYAAJ
- Laurent, M.-H. (1946). Georges le Métochite, ambassadeur de Michel VIII Paléologue auprès d'Innocent V. Miscellanea G. Mercati III. Vatican, pp. 136–156
- Laurent, M.-H. (1947). Le Bienheureux Innocent V (Pierre de Tarentaise) et son temps. Vatican City, 419–443
- Laurent, V. (1938). Grégoire X et le projet d'une ligue antiturque. – Échos d'Orient, 37(191-192),  257–273, doi:10.3406/rebyz.1938.2998, https://www.persee.fr/doc/rebyz_1146-9447_1938_num_37_191_2998
- Loenertz, R. J. (1978). Théodore Métochite et son père.. Byzantina et Franco-Graeca : series altera : articles choisis parus de 1936 à 1969. Rome, pp. 39–50
- Loenertz, R. J. (1962). Georges Métochites à Beaucaire (automne 1275). Notes d'histoire et de chronologie byzantine (deuxième série). – Revue des études byzantines, 20,  177–178, doi:10.3406/rebyz.1962.1285, https://www.persee.fr/doc/rebyz_0766-5598_1962_num_20_1_1285
- Salaville, S. (1924). Georges le Métochite. Dictionnaire de Théologie Catholique, VI. Paris, cols. 1238–39
- Sathas, K. (ed) (1872). Μεσαιωνικὴ Βιβλιοθήκη, I. Venice, pp. 154–193
- Setton, Kenneth M. (1976). The Papacy and the Levant (1204–1571), Volume I: The Thirteenth and Fourteenth Centuries. Philadelphia: The American Philosophical Society, pp. 121ff., ISBN 0-87169-114-0, https://books.google.com/books?id=i4OPORrVeXQC
- ((de)) Trapp, Erich; Beyer, Hans-Veit; Walther, Rainer et al. (1976–1996). 17979 Μετοχίτης Γεώργιος. – Prosopographisches Lexikon der Palaiologenzeit, CD-Rom. Wien: Verlag der Österreichischen Akademie der Wissenschaften, ISBN 3-7001-3003-1
- ((de)) Wassiliou, A.-K. (2001). Der heilige Georg auf Siegeln einige neue Bullen mit Familiennamen. – Revue des études byzantines, 59,  209-224, doi:10.3406/rebyz.2001.2244

|  | Тази страница частично или изцяло представлява превод на страницата George Metochites в Уикипедия на английски. Оригиналният текст, както и този превод, са защитени от Лиценза „Криейтив Комънс – Признание – Споделяне на споделеното“, а за съдържание, създадено преди юни 2009 година – от Лиценза за свободна документация на ГНУ. Прегледайте историята на редакциите на оригиналната страница, както и на преводната страница, за да видите списъка на съавторите. ВАЖНО: Този шаблон се отнася единствено до авторските права върху съдържанието на статията. Добавянето му не отменя изискването да се посочват конкретни източници на твърденията, които да бъдат благонадеждни. |